# Miklós Bánffy
El Conde Miklós Bánffy de Losoncz (1873-5 de junio de 1950) fue un noble, político y novelista húngaro.

## Vida
La familia Bánffy emergió en el siglo XV en Transilvania y se estableció entre las dinastías de más renombre del país. Eran dueños del palacio más grande de la ciudad de Kolozsvár y de uno de los castillos más grandes de Bonchida. Una rama de la familia se erigieron como barones en 1660 mientras que la otra parte se convirtieron en condes en 1885. De la familia de barones se eligió en el siglo XIX el primer ministro de Hungría, y los condes jugaron un papel importante en las cortes.
Miklós Bánffy empezó su carrera política cuando Hungría formaba parte del Imperio austrohúngaro. Bánffy fue elegido miembro del Parlamento en 1901 y le nombraron director del Teatro Estatal Húngaro (1913-1918). Tradicionalista y miembro de la vanguardia, escribió cinco obras de teatro, dos libros de relatos breves y varias novelas. Pese a tener a muchos en contra, su intervención hizo posible que las obras de Béla Bartók se estrenasen por primera vez en Budapest.
Durante el gobierno de su primo István Bethlen, Bánffy fue Ministro de Asuntos Exteriores en Hungría. Desde este cargo intentó rebajar los efectos del Tratado de Trianon (1920), por el que Hungría perdió dos terceras partes de su territorio; entre otras la región de Transilvania en la que Bánffy había nacido y que pasó a ser territorio rumano. Un tiempo después se retiró de la política. Tras la Segunda Guerra Mundial, Bánffy permanece en Rumanía hasta que en 1947 consigue salir del país y viajar a Hungría para reunirse con su familia. Al año siguiente, en 1950, murió.
El castillo de Bonchida ha sido restaurando actualmente y convertido en un centro cultural.

## Recepción crítica de la Trilogía Transilvana
Miklós Bánffy, autor de Los días contados, es el novelista que Chéjov habría podido ser. (Joan-Daniel Bezsonoff, El periódico de Catalunya)
Una obra maestra. (New Statesman)
Un caso genuino de redescubrimiento de un clásico. (Times literary Supplement)
Bánffy es un narrador nato. (Patrick Leigh Fermor)
Miklós Bánffy legó a la posteridad una brillante crónica de la decadencia y fin de su propia clase, la aristocrática, ignorante de vivir sus últimos días. (ABC, Mercedes Monmany, autora del prólogo a la edición castellana.)
La importancia de Bánffy es comparable a la de Stefan Zweig o a la de Joseph Roth. (José Giménez Corbatón, El Heraldo de Aragón)
Una de las mejores novelas húngaras de la primera mitad del siglo XX. Quien inicia la lectura está enganchado en una doble y eficaz y deliciosa trampa: uno no puede parar de leer y, a la vez, no quisiera que el libro se acabara. Darío Jaramillo, El País)
Una gran novela histórica [Los días contados] magníficamente narrada, emocionante y sólidamente documentada. (Library Journal)
Magnífica obra costumbrista con la ligereza y maestría propia de los grandes literatos del XIX, sin la profundidad y disquisiciones de otros autores de su entorno, pero con una precisión e interés constante, que la convierte en una absoluta cumbre de la literatura realista. A nadie debe asustar su extensión, si ha disfrutado con Dumas o Tolstoi, no dude en dejarse tomar de la mano por Banffy e introducirse en los salones y costumbres de esta nobleza donde hombres y mujeres buscan, como todos, el amor y la felicidad. (María Tricado, El confidencial)
Bánffy (...) ha creado un personaje memorable, el conde Bálint Abády, su peripecia personal recrea la decadencia de una época glamourosa e irrepetible, de un imperio imsoposible que el cataclismo de la Primera Guerra Mundial se llevó por delante. (Luis Matías López, Público)
Increíble, a juzgar por la amplitud de los conocimientos y la maestría de su pluma, que Europa haya tardado tanto tiempo en recuperar a uno de sus autores, que sin duda merece el calificativo de clásico. (Anna Rossell, Quimera)
Esta épica novela [Los días contados] entrelaza sociedad y política en una historia llena de vida; su retrato del declive del Imperio Austrohúngaro y su sabio reflejo del alma humana la convierten en una lectura fascinante.  (The Daily Telegraph)
Los días contados de Miklós Bánffy. Esta última es, quizá, la narrada en un tono más decimonónico. Parece propia de la época de los grandes frescos novelísticos del XIX; sin embargo, está escrita bien entrado el siglo XX. Contiene, además, todos los ingredientes para darle el sabor característico de las novelas de Stendhal o Balzac con un largo aliento casi tolstoiano; esto es, los suntuosos salones aristocráticos, los fastuosos banquetes, los bailes, la caza y la hípica, con el adulterio y el juego como perdición.Bánffy levanta acta de todo un mundo derrumbado, del saqueo histórico a que se vio sometida Hungría, con un estilo brillante, con esa bruma que envuelve al lector describiendo una aristocracia a la deriva, ocupada en sus ocios en el hipódromo o en la cacería del faisán mientras, sin advertirlo, su mundo va desgarrándose.Durante toda la narración se advierte un velo casi impalpable, invisible, que separa la atmósfera opresiva, pesimista y crepuscular del momento, de la exaltada, alegre, despreocupada e irresponsable vida de una aristocracia transilvana que se acerca al abismo. Al más hondo y vertiginoso del siglo XX: la Gran Guerra. (Antoni Gual, Qué leer)